# Nachtigal (Schiff, 1895)

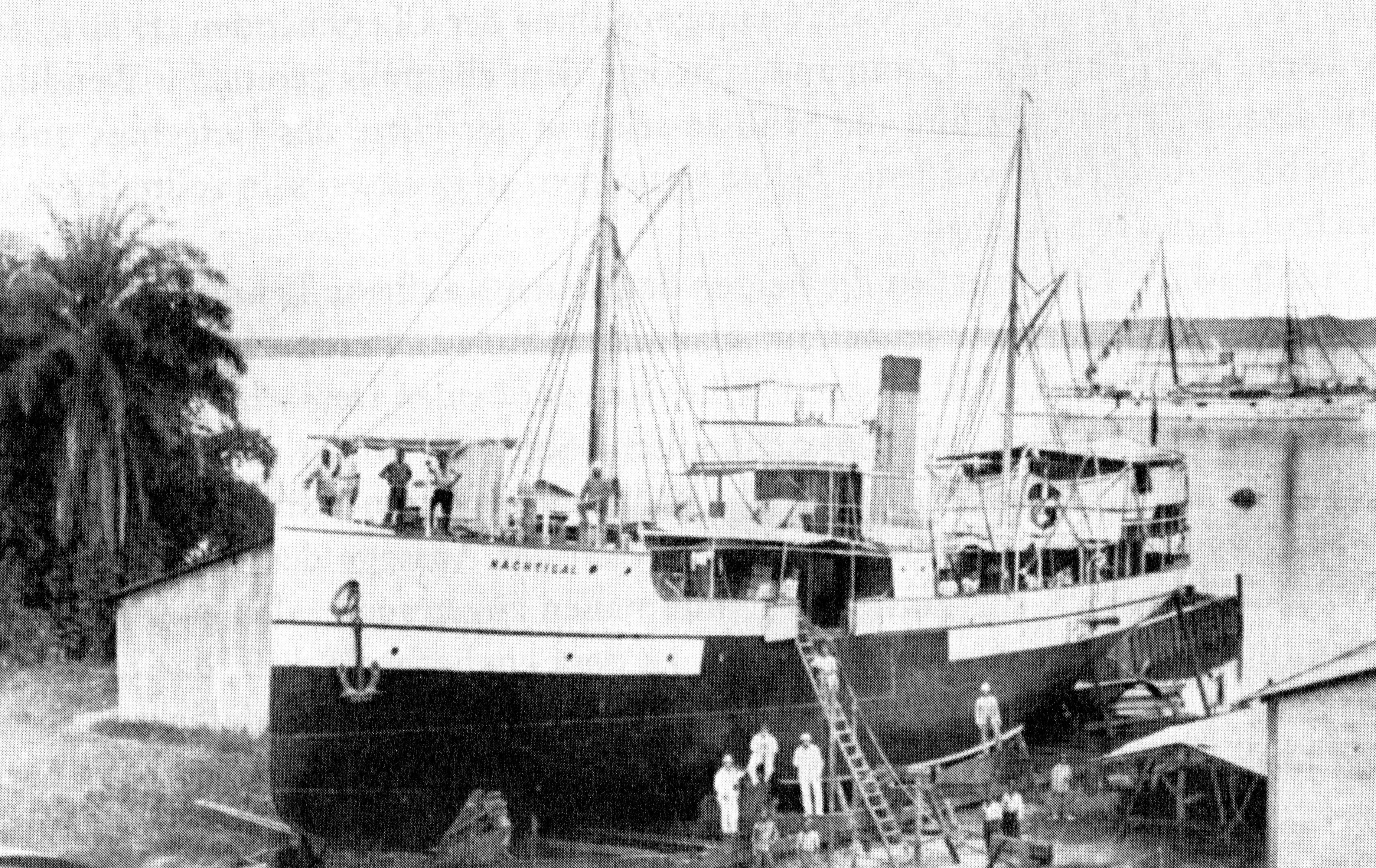
Dampfer Nachtigal in Kamerun. Aufnahmeort und Aufnahmedatum unbekannt

Die Nachtigal war ein nach Gustav Nachtigal benannter Regierungsdampfer der deutschen Kolonie Kamerun.

## Fahrt als Regierungsdampfer
Die Nachtigal ersetzte 1895 ihre Vorgängerin Nachtigal aus dem Jahre 1885. 
Seit ihrer Indienststellung 1895 wurde die Nachtigal für navigatorische Vermessungsaufgaben eingesetzt, möglicherweise auch im Zolldienst oder im Bedarfsfall als Truppentransporter für die Schutztruppe. Einzelheiten hierzu sind bislang nicht bekannt. Von Mai 1901 bis zum 23. Januar 1902 befand sich die Nachtigal zur Reparatur in Deutschland.

## Einsatz und Untergang im Ersten Weltkrieg
Beim Ausbruch des Ersten Weltkriegs im August 1914 wurde die Nachtigal zusammen mit dem Regierungsdampfer Herzogin Elisabeth zum Hilfskriegsschiff umgerüstet, verblieb aber unter der Reichsdienstflagge. Die Hilfskriegsschiffe in Kamerun unterstanden direkt dem Kommando der Schutztruppen bzw. dem Gouvernement, waren daher nicht Teil der Kaiserlichen Marine und führten daher auch nicht die Reichskriegsflagge. Zum Kommandanten der Nachtigal wurde Oberleutnant zur See der Reserve Peter Wendling ernannt. Er war am 5. August 1914 als Offizier des Dampfers Arnfried in Kamerun eingetroffen. Der Dampfer hatte von seiner Reederei eine Warnung über den drohenden Kriegsausbruch erhalten und hatte Duala angelaufen, um nicht auf hoher See durch französische oder britische Seestreitkräfte abgefangen zu werden.
Am 5. September 1914 erhielt Wendling nach eigener Darstellung von dem Kommandeur der Schutztruppe  für Kamerun, Major Carl Zimmermann, den Befehl, etwaige britische Blockadefahrzeuge im Bimbia-Fluss nach Möglichkeit durch Rammen zu versenken. Als die Nachtigal im Bimbia von den britischen Seestreitkräften von einer Rückkehr nach Duala abgeschnitten wurde, erhielt Wendling einen neuen Befehl aus Duala mit der Maßgabe, sich bei Bedrängung durch den Gegner in neutrale Gewässer zurückzuziehen, womit nur das spanische Rio Muni-Gebiet (Mbini) oder die spanische Insel Fernando Póo gemeint sein konnte.
Als Wendling am 16. September 1914 die Nachricht erhielt, dass sich das britische Kanonenboot Dwarf unter Commander Frederick Strong dem Bimbia näherte, beschloss er einen nächtlichen Überraschungsangriff auf das wesentlich größere Kriegsschiff. Jedoch wurde die Nachtigal gegen 22.00 Uhr frühzeitig von Suchscheinwerfern der Dwarf erfasst und unter Feuer genommen, woraufhin sich Wendling zum Rammen entschied. Beim Rammstoß, der die Dwarf kurz hinter der Kommandobrücke traf, wurde die Nachtigal selbst derart schwer beschädigt, dass sie unmittelbar, nachdem sie sich von der Dwarf gelöst hatte, zu sinken begann und von ihrer Besatzung verlassen werden musste. Das Wrack trieb auf eine Untiefe und blieb dort liegen; allerdings ragten nur noch die Masten aus dem Wasser. In dem Gefecht fielen der Erste Offizier Iden, die Maschinisten Engelke, Lorenzen und Oehm, die Matrosen Bühring, Noetzel und Willert sowie der Heizer Daun. Von der Dwarf wurden Wendling, der Zweite Offizier Pecht, die Matrosen Schmitz und Schulz sowie neun afrikanische Besatzungsangehörige aufgenommen. Unklar ist, da bei Wendling entsprechende Angaben fehlen, wie viele Afrikaner fielen bzw. ertranken, vermutlich 13.
Trotz ihrer schweren Beschädigung blieb die Dwarf manövrierfähig. Sie wurde nach einer dreiwöchigen Reparatur wieder im Blockadedienst eingesetzt.
Ein Mast des Wracks wurde 1931 geborgen und in Frankfurt an der Oder in der Traditionskompanie des Infanterie-Regiments 8 für die Schutztruppe Kamerun aufgestellt. Im Oktober 1937 wurde dieser Mast offenbar nach Hamburg-Harburg transportiert und dort in Anlagen des III. Bataillons des Infanterie-Regiments 69 aufgestellt.